# Kent Glacier
Kent Glacier är en glaciär i Antarktis. Den ligger i Östantarktis. Nya Zeeland gör anspråk på området. Kent Glacier ligger 457 meter över havet.
Terrängen runt Kent Glacier är varierad. Trakten är obefolkad. Det finns inga samhällen i närheten. 